# دهستان قشلاقات افشار
قشلاقات افشار، دهستانی است از توابع بخش افشار شهرستان خدابنده در استان زنجان ایران.

روستاهای منطقه افشار زنجان :
گوجه گز [گوچَک گُز] - (ساری سیدیلی)*
توتورقان
یساول
سوت حصاری
خلیفه‌
گنداب
ورمانلو
وکیل قشلاق
تازه قشلاق
آقاچقلو
عیسی بیگلو
شاهوردیلی
چریکلو
باغلوجه
باش قشلاق
آق قویی
منداق
آجی کهریز
علی‌مردان
گل‌بلاغ
قلیچ قیه
کملر
جمعه لو
اصلانلو
کردلو
پیغمبرلو
قره دولاخلو‌
مهدیلو
افشارلو
توحیدلو
چقلوی سفلی و چقلوی علیا
قویجوق
و . . .

## جمعیت
براساس سرشماری سال ۱۳۸۵ جمعیت آن ۴٬۰۶۷ نفر (۸۵۴ خانوار) بوده‌است.